# Yo No Soy Esa Mujer
„Yo No Soy Esa Mujer” este un cântec al interpretei mexicane Paulina Rubio. Acesta fost compus de Marcello Azevedo pentru cel de-al cincilea material discografic de studio al artistei, Paulina. „Yo No Soy Esa Mujer” a fost lansat ca cel de-al cincilea single al albumului în cea de-a doua jumătate a 2001.
Cântecul a ocupat locul 7 în Billboard Hot Latin Songs și a intrat în clasamentele din Argentina, Columbia, Mexic și Spania, unde a câștigat prima poziție.

## Clasamente
| Clasament (2002)                 | Poziția maximă | Referință |
| -------------------------------- | -------------- | --------- |
| Argentina Singles Chart          | 1              | [ 4 ]     |
| Columbia Singles Chart           | 1              | [ 5 ]     |
| Mexic Singles Chart              | 1              | [ 6 ]     |
| Spania Singles Chart             | 1              | [ 7 ]     |
| Billboard Hot Latin Songs        | 7              | [ 3 ]     |
| Billboard Latin Pop Airplay      | 4              | [ 3 ]     |
| Billboard Latin Tropical Airplay | 16             | [ 3 ]     |